# Андреева, Катерина (журналистка, Беларусь)
Катерина Андреева (наст. Екатерина Андреевна Бахвалова; бел. Кацярына Андрэеўна Бахвалава, бел. Кацярына Андрэева; 2 ноября 1993, Минск) — белорусская журналистка, политическая заключённая.

## Биография

### Семья
Прадед Екатерины Давид Пинхасик (1914—1996), был известным журналистом, прабабушка Мария Ваганова (1908—?) создавала и была первым главным редактором «Полесской правды», а позже работала в «Советской Белоруссии». Дед Екатерины Сергей Ваганов, белорусский журналист, был главным редактором газеты «Труд в Беларуси». Родители — филологи.

### Образование и профессиональная деятельность
Начальное образование получила в минской школе № 19, потом училась в гимназии № 23. После школы поступила в МГЛУ, но на третьем курсе уехала волонтером в Испанию, где провела два года. После возвращения на родину решила продолжить семейную династию и заняться журналистикой. Свой путь начала с получения призового места на конкурсе «Народный журналист». Стала писать публицистику в «Нашей Ніве».
Со временем пришла на телевидение, с 2017 года Екатерина сотрудничает с телеканалом «БелСат», ведёт стримы, занимается уличной журналистикой. Через активную профессиональную позицию неоднократно привлекала негативную реакцию властей на выполнение своих профессиональных обязанностей. Вместе с мужем Игорем Ильяшом занималась расследованиями коррупции среди высокопоставленных чиновников и бизнесменов, освещали тему военного конфликта на Донбассе. В 2020 году вышла их совместная книга «Белорусский Донбасс», но уже в 2021 году её признали экстремистской в Беларуси: в книге отражены итоги многолетнего журналистского расследования, которое выяснило, среди прочего, как белорусские службы и госпредприятия участвуют в войне на стороне сепаратистов.
Екатерину впервые задерживали в 2017 году в Орше. 12 сентября 2020 года она была задержана ОМОНом за прямую трансляцию женского марша в Минске и арестована на 3 суток.

### Уголовное преследование
Вместе с журналисткой Дарьей Чульцовой стала фигуранткой уголовного дела об организации действий, грубо нарушающих общественный порядок, после прямого эфира с места жёсткого разгона силовиками людей, которые пришли почтить память убитого Романа Бондаренко, на «Площади Перемен» в Минске 15 ноября 2020 года. После семи суток административного ареста она не вышла на свободу. Екатерину перевели в изолятор в Жодино, где она была до суда. 24 ноября 2020 года совместным заявлением десяти организаций, среди которых Правозащитный центр «Весна», Белорусская ассоциация журналистов, Белорусский Хельсинкский комитет, Белорусский ПЕН-центр, была признана политической заключённой.
18 февраля 2021 года судом Фрунзенского района Минска (судья — Наталья Бугук, государственный обвинитель — Алина Касьянчик, следователь — Игорь Курилович) был объявлен приговор, согласно которому Екатерина Андреева получила 2 года лишения свободы в колонии общего режима.
27 марта 2021 года стало известно, что в жодинской тюрьме № 8 Андреева получила статус склонной к экстремизму за отказ признать свою вину перед тюремной комиссией и была взята под особый контроль.
Апелляция на приговор, рассмотренная судом города Минска 23 апреля 2021 года, удовлетворена не была.
13 июля 2022 года судья Олег Хорошко назначил Андреевой восемь лет колонии в условиях усиленного режима. Суд проходил в закрытом режиме, адвокат находился под подпиской о неразглашении, детали обвинения не известны.

#### Реакция на преследование
4 февраля 2021 года шефство над политической заключённой взяла Делара Бурхардт, депутат Европейского парламента. 8 февраля 2021 года Посольство США в Беларуси выступило с заявлением, в котором призвала освободить Чульцову и Андрееву. После вынесения приговора, 18 февраля 2021 года, президент Польши Анджей Дуда призвал амнистировать Чульцову и Андрееву.
В соответствии с решением Совета Европейского союза от 21 июня 2021 года судья Наталья Бугук была включена в «Чёрный список ЕС» в том числе за «многочисленные политически мотивированные решения в отношении журналистов и протестующих, в частности вынесение приговора Екатерине Бахваловой (Андреевой) и Дарье Чульцовой» и нарушения прав на защиту и справедливое судебное разбирательство. Этим же решением в санкционный список были включены помощник прокурора суда Фрунзенского района Минска Алина Касьянчик в том числе за привлечение к уголовной ответственности журналисток за «видеозапись мирных акций протеста по безосновательным обвинениям в „заговоре“ и „нарушении общественного порядка“», старший следователь суда Фрунзенского района Минска Игорь Курилович в том числе за подготовку политически мотивированного уголовного дела против журналисток, которые зафиксировали мирные акции протеста.

## Награды
- 10 декабря 2020 года белорусские правозащитники назвали её «Журналистом года»[15][16][17].
- 10 марта 2021 года стала лауреаткой Премии имени Дариуша Фикуса[пол.][18].
- 9 апреля 2021 года стала лауреаткой премии «Гонар журналістыкі» (с бел. — «Честь журналистики») имени Алеся Липая[19].
- 7 июня 2021 года стала лауреаткой премии «Axel-Springer-Preis[нем.]»[20].
- 10 июня 2021 года стала лауреаткой награды «За мужество в журналистике»[англ. упрощ.][21].
- 29 июля 2021 года была выбрана лауреатом Премии «За свободу и будущее СМИ»[нем.][22][23].
- 12 августа 2021 года присуждена Премия имени Герда Буцериуса «Свободная пресса Восточной Европы»[24].
- 15 октября 2021 года стала лауреаткой премии «Prix Europa[нем.]» в категории «Европейский журналист 2021 года»[25][26].

## Оценки
«Крепкие духом, уверенные в своей правоте, поддержанные друзьями, коллегами и совсем незнакомыми людьми — такими войдут в учебники Катя и Даша», — писала Оксана Колб, главный редактор «Нового Часа», накануне вынесения приговора Екатерине Андреевой и Дарье Чульцовой.

## Личная жизнь
С будущим мужем журналистом Игорем Ильяшом познакомилась в 2015 году, через год они поженились.